# Sanja Iveković
Sanja Iveković (ur. 1949 w Zagrzebiu) – chorwacka rzeźbiarka, fotograficzka, performerka.
W latach 1968–1971 studiowała grafikę na Akademii Sztuk Pięknych w Zagrzebiu. Od 1973 tworzy głównie wideo. Na jej twórczość składają się prace wykorzystujące różne media. Jej głównym przedmiotem zainteresowania artystycznego jest jej życie i ciało, w kontekście sytuacji kobiet we współczesnym społeczeństwie. Była jedną z pierwszych artystek z byłej Jugosławii określającej się jako artystka feministyczna. Wykłada w Center for Women's Studies w Zagrzebiu od początku powstania centrum w 1994 roku. Jest założycielem: Electra – The Women Arts Center w Zagrzebiu. Do jej najbardziej znanych prac należy performance Triangle z 1979 roku.